# فيليس سبيرا
فيليس سبيرا (بالإنجليزية: Phyllis Spira)‏ هي راقصة باليه جنوب أفريقية، ولدت في 18 أكتوبر 1943 في جوهانسبرغ في جنوب أفريقيا، وتوفيت في 11 مارس 2008 في كيب تاون في جنوب أفريقيا.